# Freund
A Freund német családnév; jelentése „barát”. Németországban a 409. leggyakoribb családnév.

## Híres Freund nevű személyek
- Freund Ferenc Xavér (19. század) magyar költő
- Freund Henrik (1824–?) magyar orvos
- Freund Mihály (1889–1984) magyar vegyészmérnök, egyetemi tanár, a kémiai tudomány doktora
- Freund Róbert (1852–1936) magyar-svájci zongoraművész, zenepedagógus
- Steffen Freund (1970) német labdarúgó
- Freund Tamás (1959) magyar neurobiológus, egyetemi tanár, a Magyar Tudományos Akadémia rendes tagja
- Freund Vilmos (1846–1922) magyar építész
- Werner Freund (1933–2014) német állatvédő, tudós